# Coratxà
Coratxà es una entidad de población española del municipio de Puebla de Benifasar, perteneciente a la provincia de Castellón, en la Comunidad Valenciana.

## Toponimia
El nombre del lugar puede encontrarse mencionado con las grafías Coracha, Corachar y Coratxà.

## Historia
A mediados del siglo XIX, el lugar, por entonces con ayuntamiento propio, tenía contabilizada una población de 67 habitantes. Aparece descrito en el sexto volumen del Diccionario geográfico-estadístico-histórico de España y sus posesiones de Ultramar de Pascual Madoz de la siguiente manera:

CORACHA: l. con ayunt. de la prov. de Castellon de la Plana (17 leg.), part. jud. de Morella (4), aud. terr. y c g. de Valencia (26), dióc. de Tortosa (8). sit. al estremo sept. de la prov., lindante con la de Teruel, en un terreno montañoso, al NO. de la ant. tenencia de Benifasá, donde le combaten los vientos del N., con clima frio y destemplado, aunque bastante saludable. Tiene unas 20 casas de mala fáb. y pobre aspecto, y una igl. parr. aneja de la de Bojar. El térm. confina por N. con Peñarroya y Valderrobres (prov. de Teruel, part. jud. de Valderrobres, 2 leg.); E. Fredes (1); S. Bojar y Castel de Cabres (id.), y O. Herbes (2). El terreno es casi todo montuoso, muy árido, á consecuencia de aquella atmósfera tan fuerte, y de las continuadas nieves que coronan los cerros. Los caminos son locales y muy escabrosos. La correspondencia se recibe de Morella. prod.: se hallan reducidas al trigo y algunas patatas, cuyos art. son las mas veces insuficientes para el consumo del pueblo. Por esta razon es grande la miseria en que viven aquellos hab., y que solian aliviar algun tanto los monges del monasterio de Benifasá por medio de limosnas; sostiene ganado lanar; y hay abundante caza de perdices, conejos y liebres. pobl.: 16 vec., 67 alm. cap. prod. é imp. (V. Bojar). Por no tener el pueblo de Coracha los 30 vec. que marca la última ley de ayunt., se ha instruido el oportuno espediente á fin de agregarlo á Bojar, lo mismo que Fredes, para que los tres formen una sola municipalidad.
(Madoz, 1847, p. 573)

Hacia finales del siglo XIX, el lugar, aún con ayuntamiento propio, tenía contabilizada una población de 202 habitantes. Aparece descrito en el tercer volumen del Diccionario geográfico, estadístico, histórico, biográfico, postal, municipal, marítimo y eclesiástico de España y sus posesiones de ultramar de Pablo Riera y Sans con las siguientes palabras:

CORACHAR.—L. con ayunt., al que se hallan agreg. 26 cas. y grupos, edif., viv. y alb. ais. Cuenta con 202 hab. y 61 edif., de los cuales 10 están habitados temporalmente y. 22 inhabitados. - org. civ. Corresponde a la prov. de Castellon de la Plana y al dist. de Morella para las elecciones de diputados. provinciales y las de Córtes. - org. mil. C. G. de Valencia y G. M. de Castellon de la Plana. - org. ecle. Pertenece á la dióc. de Tortosa y tiene una iglesia parroquial aneja de la de Bojar. - org: jud. Hállase adscrito al. part. jud. de Morella y corresponde á las aud. de lo criminal de San Mateo y territ. de Valencia. org. econ. Para el pago de impuestos depende de la Delegacion de Hacienda de su prov. - s. púb. Recibe y emite la corr. por la A. de Valencia á Barcelona) estacion y cn. de Vinaroz á Morella. — ob. púb. y med. de com. Los caminos con que cuenta esta localidad solo son vecinales y en mal estado de conservacion. — ins. púb. De fondos «municipales se costea una escuela de primeras letras concurrida de niños de ambos sexos. - art., of. ind. La única industria de esta localidad es la agricola, dedicándose algunos de los hab. á las profesiones y of. mecánicos más indispensables. — pob. El casco de ésta la forman 30 edif. de sencilla y pobre construccion, que ninguna importancia ofrecen, incluso el en que el municipio celebra sus reuniones. Aunque no de las mejores, hay aguas para el surtido del vecindario. — sit. geog. y top. Al extremo septentrional de la prov. lindando con la dé Teruel, en terreno montañoso y combatido de los vientos, disfruta saludable clima el pueblo que recorremos, teniendo por límites: al N. tér. de Peñarroya y Valderrobres (prov. de Teruel), al E. el de Fredes, al S. el de Bojar y al O. el de Herbes. El terreno es bastante árido y quebrado y en consecuencia su prod. muy escasa, consistiendo en algunos cereales y patatas. Lo único que abunda son los conejos y perdices, manteniendo en escaso número ganado lanar y vacuno.
(Riera y Sans, 1882, p. 979)

El municipio de Corachar desapareció el 28 de mayo de 1977, al incorporarse, junto con los de Ballestar, Bojar y Fredes, al término de Puebla de Benifasar. En 2024 la entidad singular de población de Coratxà tenía empadronados 11 habitantes.

## Demografía
| Gráfica de evolución demográfica de Corachar entre 1857 y 1970 |
| |
| Población de derecho según los censos de población del INE Población de hecho según los censos de población del INEEntre el censo de 1857 y el anterior, aparece este municipio porque se segrega del municipio Bojar. Entre el censo de 1981 y el anterior, este municipio desaparece porque se integra en el municipio Puebla de Benifasar. |